# Robert Spencer Carr
Pour les articles homonymes, voir Spencer et Carr.
Cet article possède des paronymes, voir Robert Spencer (homonymie) et Robert Carr.
Robert Spencer Carr, né le 26 mars 1909 à Washington et mort le 28 avril 1994 à Dunedin en Floride, est un écrivain, auteur de romans de science-fiction et de fantasy américain. À l'âge de 17 ans, son roman The Rampant Age est devenu un succès résultant d'un contrat pour que le roman serve de base pour le scénario d'un film.
En 1975, il a prétendu avoir connaissance qu'une autopsie d'un extraterrestre venu de l'espace a été effectuée sur une base militaire américaine.

## Œuvres littéraires

### Roman
- (en) The Room Beyond, 1948

### Recueil de nouvelles
- (en) Beyond Infinity, 1951

## Filmographie (comme auteur)
- 1929 : Hot Stuff
- 1929 : Why Leave Home?
- 1930 : The Rampant Age